# Patrik Leitner
Patrik Leitner (* 7. února 2002) je slovenský fotbalista, který hraje jako obránce za český klub Chrudim, kde je na hostování ze slovenské Žiliny.

## Klubová kariéra

### Žilina
Leitner debutoval v lize za Žilinu v domácím zápase proti ViOn Zlaté Moravce dne 22. května 2021. Nastoupil ve druhém poločase, střídal Miroslava Gona (výhra Žiliny 5:1).
Svůj první gól vstřelil v poháru proti Komárnu.

#### Chrudim (hostování)
Dne 16. srpna 2024 se Leitner připojil k Chrudimi na roční hostování s opcí. 